# Capcom vs. SNK 2: Mark of the Millennium 2001
Capcom vs. SNK 2: Mark of the Millennium 2001 é um jogo eletrônico de luta desenvolvido e publicado pela Capcom. A sequência de Capcom vs. SNK: Millennium Fight 2000 (2000) e uma entrada da série de crossovers Capcom vs. SNK, foi originalmente lançado no hardware NAOMI para arcades, com a Sega administrando o lançamento nos fliperamas norte-americanos. Assim como no seu antecessor, os jogadores selecionam um time de lutadores de vários jogos da Capcom e da SNK e então lutam contra outros times, vencendo cada batalha ao derrotar todos os oponentes do time adversário.
Alguns aspectos do primeiro jogo foram ajustados, incluindo o sistema Ratio. Em contraste com o sistema fixo do original, os jogadores agora podem selecionar personagens livremente e atribuir a cada um deles um número de um a quatro (ou "Ratio"), determinando sua força relativa, totalizando uma proporção máxima de quatro. As equipes agora podem ter no máximo três personagens, em vez de quatro como no primeiro título. Personagens adicionais foram acrescentados, incluindo mais personagens de títulos da Capcom e da SNK fora das séries Street Fighter e The King of Fighters, para um total de 48. O sistema Groove de Millennium Fight 2000 foi aprimorado para incluir quatro novos sistemas de jogo baseados em vários jogos de luta da Capcom e da SNK. Além disso, o número de botões foi aumentado do padrão Neo Geo de quatro para o sistema de seis botões visto pela primeira vez em Street Fighter (1987).
As versões de console do jogo foram inicialmente lançadas no Japão para Dreamcast e PlayStation 2 em 13 de setembro de 2001 (um mês após o lançamento inicial para arcades). Jogadores de ambas as plataformas podiam competir entre si online por meio do serviço Multi-Matching da KDDI, tornando Capcom vs. SNK 2 o primeiro jogo a oferecer suporte ao jogo multiplataforma entre dois consoles distintos. A versão para PlayStation 2 foi lançada um pouco mais tarde em outras regiões, mas sem suporte online. O GameCube e o Xbox receberam uma versão atualizada intitulada Capcom vs. SNK 2 EO, onde "EO" significa "Easy Operation" nas versões japonesas e "Extreme Offence" nas versões europeias, referindo-se a um modo de jogo destinado a iniciantes. A versão para PlayStation 2 foi lançada posteriormente como um título da série PlayStation 2 Classics para download no PlayStation 3 em julho de 2013. A versão para arcade foi relançada em 2025 como parte da coletânea Capcom Fighting Collection 2.

## Jogabilidade
Capcom vs. SNK 2 combina os personagens e elementos de jogabilidade de vários jogos de luta da Capcom e da SNK, principalmente os das séries Street Fighter e The King of Fighters. Também foram incorporados outros elementos, sendo os mais notáveis os estilos de luta, de outros jogos das duas empresas, como Street Fighter III, Garou: Mark of the Wolves e a série Samurai Shodown.
Em contraste ao primeiro Capcom vs. SNK, os personagens já não possuíam um "Ratio" (classificação de qualidade) específico. Ao contrário, os jogadores podem selecionar até 3 personagens num time e dar um "ratio" (no máximo 4) para cada um como desejado. Nas versões de console do jogo os jogadores podem também escolher entre o modo de 1 contra 1 (como nos jogos de Street Fighter) e o modo de 3 contra 3 (como nos de The King of Fighters) na versão Arcade, com o sistema de Ratio removido.
CvS 2 é baseado no sistema de 3 níveis de forças para socos e chutes (fraco, médio e forte), característica originada da série Street Fighter. O sistema é basicamente derivado de Street Fighter Alpha. Além disso, um número de diferentes estilos de luta, chamados "Grooves", que copiam os estilos de luta/jogabilidade de alguns dos jogos já citados das duas empresas, faz-se presente no jogo. Estes grooves definem o sistema da barra de especial do personagem e as técnicas especiais (como impulso, corrida e cancelamento de defesa) que serão utilizadas durante o jogo, sendo chamados de "Subsystems". Ao contrário de Capcom vs. SNK, em CvS 2 existem 6 grooves ao todo, junto com grooves personalizáveis que podem ser programados nas versões caseiras do jogo. Cada jogador define qual groove será usado por seu time durante uma disputa, fazendo com que a groove tenha que ser escolhida ao início de cada e toda luta.

## Spritesdos personagens e gráficos
Pelo fato de Capcom vs. SNK 2 possuir um elenco composto de personagens vindos de vários jogos e eras de hardware distintos, os sprites de vários dos personagens da parte de Capcom foram considerados abaixo da média em comparação aos sprites redesenhados dos personagens da SNK. Ao invés de escolher recriar seus personagens, a Capcom decidiu reutilizar as sprites originais dos personagens, com ou sem alterações gerais, e simplesmente colocá-los no elenco. O resultado criou um considerável choque de gráficos, particularmente no caso de alguns personagens como a Morrigan, cujo sprites de baixa resolução dos jogos de Darkstalkers aparecem praticamente só copiados, faltando detalhes em comparação às de outros personagens, como Maki, Eagle, Ryu, Ken e M.Bison (até Chun-Li e Yun tiveram sprites novos, que foram baseados nos sprites CPS-3 deles na sub-série Street Fighter III). Isto foi alvo de muita crítica dos jogadores e afins contra ao departamento de arte da Capcom.

## Recepção na mídia
A Edge deu uma nota de 3/10 para Capcom vs. SNK 2: EO. Foi sentido que os atalhos de golpes especiais diminuíram o impacto dos socos e chutes básicos, destruindo o equilíbrio técnico do jogo; sem segredos, nada para aprender, nada para recompensar. O modo de dois jogadores foi especialmente criticado: "Como você pode celebrar uma vitória gloriosa com um golpe especial quando tudo que lhe custou foi um simples movimento?".